# U.S. Men's Clay Court Championships 2025
U.S. Men's Clay Court Championships 2025, oficiálně Fayez Sarofim & Co. U.S. Men's Clay Court Championships 2025, byl tenisový turnaj na mužském profesionálním okruhu ATP Tour, hraný v River Oaks Country Clubu. Padesátý pátý ročník Tenisového mistrovství USA mužů na antuce probíhal mezi 31. březnem a 6. dubnem 2025 v texaském Houstonu na antukových dvorcích.
Turnaj dotovaný 766 290 dolary patřil do kategorie ATP Tour 250. Nejvýše nasazeným singlistou se stal čtrnáctý tenista světa Tommy Paul ze Spojených států. Jako poslední přímý účastník do dvouhry nastoupil kolumbijský 123. hráč žebříčku Daniel Elahi Galán. V důsledku invaze Ruska na Ukrajinu na konci února 2022 řídící organizace tenisu ATP, WTA a ITF s grandslamy rozhodly, že ruští a běloruští tenisté mohli dále na okruzích startovat, ale do odvolání nikoli pod vlajkami Ruska a Běloruska.
Premiérový titul na okruhu ATP Tour vybojoval ve dvouhře 24letý americký kvalifikant Jenson Brooksby, jenž celkově odvrátil pět mečbolů. Z pozice 507. hráče žebříčku se stal třetím nejníže postaveným vítězem na okruhu a vůbec nejníže postaveným šampionem na antuce. Čtyřhru ovládli Brazilec Fernando Romboli s Australanem Johnem-Patrickem Smithem, kteří druhou společnou účast na túře ATP proměnili v první párovou trofej.

## Rozdělení bodů a finančních odměn

### Rozdělení bodů
| Soutěž  | Soutěž      | vítězové | finalisté | semifinalisté | čtvrtfinalisté | 16 v kole | 32 v kole | Q  | Q2 | Q1 |
| ------- | ----------- | -------- | --------- | ------------- | -------------- | --------- | --------- | -- | -- | -- |
| dvouhra | [ 3 ] [ 7 ] | 250      | 165       | 100           | 50             | 25        | 0         | 13 | 7  | 0  |
| čtyřhra | [ 8 ]       | 250      | 150       | 90            | 45             | 0         | —         | —  | —  | —  |

### Finanční odměny
| Soutěž                              | Soutěž      | vítězové  | finalisté | semifinalisté | čtvrtfinalisté | 16 v kole | 32 v kole | Q2      | Q1      |
| ----------------------------------- | ----------- | --------- | --------- | ------------- | -------------- | --------- | --------- | ------- | ------- |
| dvouhra                             | [ 3 ] [ 7 ] | 103 455 $ | 60 350 $  | 35 480 $      | 20 555 $       | 11 935 $  | 7 295 $   | 3 650 $ | 1 990 $ |
| čtyřhra                             | [ 8 ]       | 35 980 $  | 19 330 $  | 11 310 $      | 6 270 $        | 3 700 $   | —         | —       | —       |
| částka ve čtyřhře je uvedena na pár |             |           |           |               |                |           |           |         |         |

## Mužská dvouhra

### Nasazení
| Stát                           | Hráč                    | ATP | Nasazení |
| ------------------------------ | ----------------------- | --- | -------- |
| USA                            | Tommy Paul              | 13. | 1.       |
| USA                            | Frances Tiafoe          | 17. | 2.       |
| Chile                          | Alejandro Tabilo        | 31. | 3.       |
| USA                            | Brandon Nakashima       | 32. | 4.       |
| USA                            | Alex Michelsen          | 33. | 5.       |
| Austrálie                      | Jordan Thompson         | 37. | 6.       |
| Argentina                      | Tomás Martín Etcheverry | 44. | 7.       |
| Japonsko                       | Kei Nišikori            | 64. | 8.       |
| Žebříček ATP k 17. březnu 2025 |                         |     |          |

### Jiné formy účasti
Následující hráči obdrželi divokou kartu do hlavní soutěže:
- Cristian Garín
- Michael Mmoh
- Ethan Quinn

Následující hráči postoupili z kvalifikace:
- Jenson Brooksby
- Corentin Denolly
- Mitchell Krueger
- Colton Smith

Následující hráč postoupil z kvalifikace jako šťastný poražený:
- Adrian Mannarino

### Odhlášení
před zahájením turnaje
- Marcos Giron  → nahradil jej  Daniel Elahi Galán
- Thiago Monteiro → nahradil jej  Taró Daniel
- Nicolas Moreno de Alboran → nahradil jej  Adrian Mannarino
- Šang Ťün-čcheng → nahradil jej  Mackenzie McDonald
- Wu I-ping → nahradil jej  Yannick Hanfmann

## Mužská čtyřhra

### Nasazení
| Stát                                                                      | Hráč               | Stát      | Hráč            | ATP  | Nasazení |
| ------------------------------------------------------------------------- | ------------------ | --------- | --------------- | ---- | -------- |
| USA                                                                       | Robert Galloway    | USA       | Jackson Withrow | 54.  | 1.       |
| USA                                                                       | Christian Harrison | USA       | Evan King       | 65.  | 2.       |
| USA                                                                       | Austin Krajicek    | USA       | Rajeev Ram      | 82.  | 3.       |
| Austrálie                                                                 | Rinky Hijikata     | Austrálie | Jordan Thompson | 123. | 4.       |
| Žebříček ATP k 17. březnu 2025; číslo je součtem umístění obou členů páru |                    |           |                 |      |          |

### Jiné formy účasti
Následující páry obdržely divokou kartu do hlavní soutěže:
- Jenson Brooksby /  Learner Tien
- Michael Mmoh /  Frances Tiafoe

### Odhlášení
před zahájením turnaje
- Santiago González /  Jean-Julien Rojer → nahradili je  Federico Agustín Gómez /  Santiago González

## Přehled finále

### Mužská dvouhra
- Jenson Brooksby vs.  Frances Tiafoe, 6–4, 6–2

### Mužská čtyřhra
- Fernando Romboli /  John-Patrick Smith vs.  Federico Agustín Gómez /  Santiago González, 6–1, 6–4